# Gabikane (Diagourou)
Gabikane ist ein Dorf in der Landgemeinde Diagourou in Niger.

## Geographie
Das von einem traditionellen Ortsvorsteher (chef traditionnel) geleitete Dorf befindet sich rund 40 Kilometer südöstlich des Hauptorts Diagourou der gleichnamigen Landgemeinde, die zum Departement Téra in der Region Tillabéri gehört. Zu den Siedlungen in der näheren Umgebung von Gabikane zählen Tassia im Nordwesten, Garbougna im Norden, Nabolé im Nordosten, Waraw im Süden und Doulgou im Westen.
Gabikane ist Teil der Übergangszone zwischen Sahel und Sudan. Die durchschnittliche jährliche Niederschlagsmenge beträgt hier zwischen 400 und 500 mm. Beim Dorf erstreckt sich ein Teich namens Tcharo. In den 2010er Jahren entstand auf Grund von Bodenverdichtung ein weiterer Teich namens Tchéko.

## Geschichte
Der Ortsname leitet sich vom Songhai-Ausspruch „Gabi Ga Kanou“ her, der sich als „es ist gut, Kraft zu haben“ übersetzen lässt. Gabikane wurde von Angehörigen der der Fulbe-Untergruppe Gaobé besiedelt, die früher Vasallen von Tuareg waren. In der französischen Kolonialzeit wurde Gabikane der Verwaltung von Diagourou unterstellt. Nach einem Viehsterben begannen die Männer in Gabikane im Jahr 1973 auch Ackerbau zu treiben. Sie folgten darin dem Vorbild der ebenfalls als Agropastoralisten tätigen Songhai. Die Frauen in Gabikane wandten sich zu Beginn des 21. Jahrhunderts wie die Songhai-Frauen auch der Bodenbearbeitung zu.

## Bevölkerung
Bei der Volkszählung 2012 hatte Gabikane 423 Einwohner, die in 52 Haushalten lebten. Bei der Volkszählung 2001 betrug die Einwohnerzahl 565 in 67 Haushalten und bei der Volkszählung 1988 belief sich die Einwohnerzahl auf 968 in 120 Haushalten.

## Wirtschaft und Infrastruktur
Zu den wirtschaftlichen Aktivitäten im Dorf zählen, abgesehen von Ackerbau und Viehzucht, die Fischerei, das Holzsammeln, die Bewirtschaftung von Steinbrüchen, die Herstellung von Honig und die Jagd. Mit einem Centre de Santé Intégré (CSI) ist ein Gesundheitszentrum im Ort vorhanden. Es gibt eine Grundschule. Das nigrische Unterrichtsministerium richtete 1996 gemeinsam mit dem Welternährungsprogramm der Vereinten Nationen zahlreiche Schulkantinen in von Ernährungsunsicherheit betroffenen Zonen ein, darunter eine für Nomadenkinder in Gabikane.